# هرمز قریب
هرمز قریب (زاده ۲۵ اسفند ۱۲۹۴) دیپلمات بلندپایه و رئیس تشریفات دربار پهلوی بود.
پس از تحصیل در رشته حقوق سیاسی در دانشگاه تهران و سپس دکترای اقتصاد از دانشگاه استانبول به استخدام وزارت امور خارجه درآمد. در پانزدهم اردیبهشت ۱۳۲۴ حکم کنسولیاری ایران در استانبول را دریافت کرد. چندی رایزن سفارت ایران در پراگ و سپس برن شد. در تهران نیز به ریاست چند اداره مهم از جمله اداره تشریفات رسید. 
قریب در سال ۱۳۳۵ رتبه وزیرمختاری گرفت و سال بعد، سفیر ایران در سوییس و پس از آن، سفیر ایران در ژاپن شد. پس از بازگشت به تهران به ریاست کل تشریفات دربار شاهنشاهی منصوب شد و سالیان دراز در این سمت ماند تا اینکه در سال ۱۳۵۶ به عنوان سفیر به رم فرستاده شد اما هنوز دو سه ماه از مأموریتش نگذشته بود که برکنار و به تهران احضار شد. وی همان سال برای همیشه ایران را ترک گفت.